# Kırkkuyu (Konya)
Kırkkuyu Köyü (Nogais: Gırgoey) is een dorp in Turkije op circa 100 kilometer van de stad Ankara. Kırkkuyu Köyü is een dorp in het district Kulu. In 2022 woonden er 2000 mensen.

## Geschiedenis
In de jaren 1830 vestigden Nogainomaden zich in het gebied dat tegenwoordig Kırkkuyu Köyü wordt genoemd. De meeste mensen die oorspronkelijk uit Kırkkuyu Köyü komen wonen in Europa, voornamelijk in Nederland (Poptahof), Duitsland, Zweden en Noorwegen. De bewoners uit dit dorp zijn Nogai die behoren tot de Nogaistam en komen oorspronkelijk uit Dagestan.

## Etymologie
De naam Kırkkuyu Köyü betekent in het Turks veertig putten. Waarom dit er veertig zijn, is onbekend.

## Economie
De meerderheid van de bevolking in dit dorp houdt zich bezig met landbouw en veeteelt. De geteelde producten zijn tarwe, mais, gerst en komijn. Het is de laatste jaren steeds belangrijker geworden in de fokkerij. Landbouw wordt gedaan met moderne apparatuur. Het aantal werknemers dat in het buitenland werkt, is groter dan het aantal inwoners van de gemeente. Dit heeft in Kırkkuyu Köyü aanzienlijk bijgedragen met de economie en ontwikkeling.

## Toerisme
Bezienswaardigheden
- Depo
- Tuzgolu
- Bakkal
- Çeşme
- Mezar
- Cami